# Treasury BondSpot Poland
Treasury BondSpot Poland - hurtowy rynek obrotu obligacjami skarbowymi oraz bonami skarbowymi prowadzony przez spółkę BondSpot S.A. Rynek Treasury BondSpot Poland został uruchomiony w 2002 roku - początkowo jako ERSPW - Elektroniczny Rynek Skarbowych Papierów Wartościowych.
W latach 2004–2009 działał pod nazwą MTS Poland i prowadzony był we współpracy z włoską spółką MTS SpA, organizatorem pierwszego w Europie elektronicznego rynku obligacji skarbowych. 
Od 21 stycznia 2013 r. na rynku notowane są obligacje denominowane w euro.